# Calino (Cazzago San Martino)
Calino (Calì in dialetto bresciano) è una frazione del comune di Cazzago San Martino. Fino al 1927 è stato un comune autonomo. Tra il 1805 e il 1809 l'ente locale ebbe la denominazione di Calino con Torbiato in quanto ad esso fu aggregato il territorio della frazione di Torbiato, oggi appartenente ad Adro.

## Origini del nome
Il Cocchetti (1859) ipotizza che il toponimo della frazione derivi dal greco Càlinos ("arido"), mentre il Mazza (1986) aggiunge l'ipotesi che possa provenire dal latino Callis ("sentiero"), escludendo nel contempo che possa derivare da Calì ("fuliggine").

## Storia

### Epoca medioevale
Stando alla tradizione popolare raccolta dal Mazza (1986) e testimoniata da alcune vestigia, l'abitato possedeva un castrum il cui edificio principale era di proprietà dei nobili Calini, probabilmente ramificazione della famiglia dei Capitani della Pieve di Bornato.
Fino al 1158 fu feudo del Vescovo di Brescia, al quale in seguito successe la famiglia dei Martinengo.
Durante la Repubblica comunale bresciana, Calino fece parte di un sistema difensivo che si estendeva dal castello di Montisola fino a Chiari, di cui i resti della torre cilindrica sita nei pressi della cascina La Rotonda sono l'ultima testimonianza.
Nel XIII secolo, la parrocchia, dedicata a San Michele Arcangelo, si rese autonoma dalla Pieve di Bornato. A quel tempo esistevano altri due edifici ecclesiali: la chiesa di San Nicola, che da alcuni documenti risulta riedificata nel 1295, e quella di Santo Stefano, costruita sul colle di proprietà della famiglia Maggi e che esiste a tutt'oggi.
Dall'estimo visconteo del 1386, la comunità di Calino fece parte della quadra di Rovato.

### Dominio veneto
Nel 1438, la valle attigua, detta di Calino, fu sede dello scontro fra le forze viscontee guidate dal Piccinino, che stava assediando il Castello di Bornato, e quelle del Gattamelata, favorevoli alla Serenissima. L'esito della battaglia fu avverso al condottiero narnese, tuttavia al termine della guerra il territorio di Brescia, compreso Calino, passò alla repubblica veneta. Dal punto di vista organizzativo, il comune fu mantenuto all'interno della quadra rovatese.
Nel corso del Settecento fu costruita la nuova parrocchiale la quale fu consacrata il 25 settembre 1768 dal Cardinale Lodovico Calini.

### Dominio napoleonico
Con l'istituzione dell'effimera Repubblica Bresciana, poi confluita in quella cisalpina (1797), il territorio di Calino fu inserito nel Cantone dell'Alto Oglio. L'anno seguente fu riorganizzata la struttura organizzativa statale, quindi il paese entrò a far parte prima del Distretto del Monte Orfano e poi del Distretto del Sebino a loro volta appartenenti al Dipartimento del Mella.
Nella riorganizzazione degli enti locali attuata dalla seconda repubblica cisalpina con la Legge 23 fiorile anno IX, il comune fu assegnato al Distretto II di Chiari e in tale situazione si mantenne nella Repubblica Italiana.
Il passaggio al Regno d'Italia, a differenza di altri comuni limitrofi, modificò l'impostazione territoriale della municipalità. Con il decreto 8 giugno 1805, infatti, al comune di Calino fu assegnato anche l'abitato di Torbiato, oggi frazione di Adro. La denominazione dell'ente divenne Calino con Torbiato e fu definito come comune di terza classe appartenente al Cantone III di Adro del Distretto II di Chiari. Tale forma fu di breve durata in quanto a partire dal 1810 l'abitato di Calino entrò a far parte del comune nominale di Cazzago, mentre Torbiato fu inglobato in quello di Adro.

### Dominio austriaco
Con l'istituzione della provincia di Brescia del Regno Lombardo-Veneto avvenuta con la notificazione del 12 febbraio 1816, il paese riottenne l'autonomia municipale. Del territorio faceva nuovamente parte la frazione di Torbiato che fu assegnata ad Adro solo con Decreto 26 aprile 1816, n. 20867. Il comune fu incluso nel Distretto IX di Adro; a partire dal 1853 passò al Distretto XIII di Iseo.

### Dopo l'Unità d'Italia
Dopo il passaggio delle province lombarde al Regno di Sardegna a seguito degli eventi della seconda guerra d'indipendenza italiana e grazie alla Regio Decreto 23 ottobre 1859, n. 3702, il comune fu inglobato nel Mandamento II di Adro, Circondario II di Chiari della Provincia di Brescia.
Tra il 1897 e il 1915, il paese fu servito dalla tranvia a vapore Iseo-Rovato-Chiari che correva lungo l'attuale provinciale IX Iseo-Rovato. Nel 1911 fu costruita lungo la valle attigua la linea ferroviaria Iseo-Rovato ora facente parte della Brescia-Iseo-Edolo. La denominazione della vicina stazione ferroviaria, costruita in territorio di Bornato, fu "Bornato-Calino".
Con la ristrutturazione degli enti locali operata dal regime fascista tramite il Regio Decreto 18 ottobre 1927, n. 2018, l'autonomia municipale fu soppressa e il paese fu assegnato al comune di Cazzago San Martino.

## Monumenti e luoghi d'interesse

### Chiesa di San Michele Arcangelo

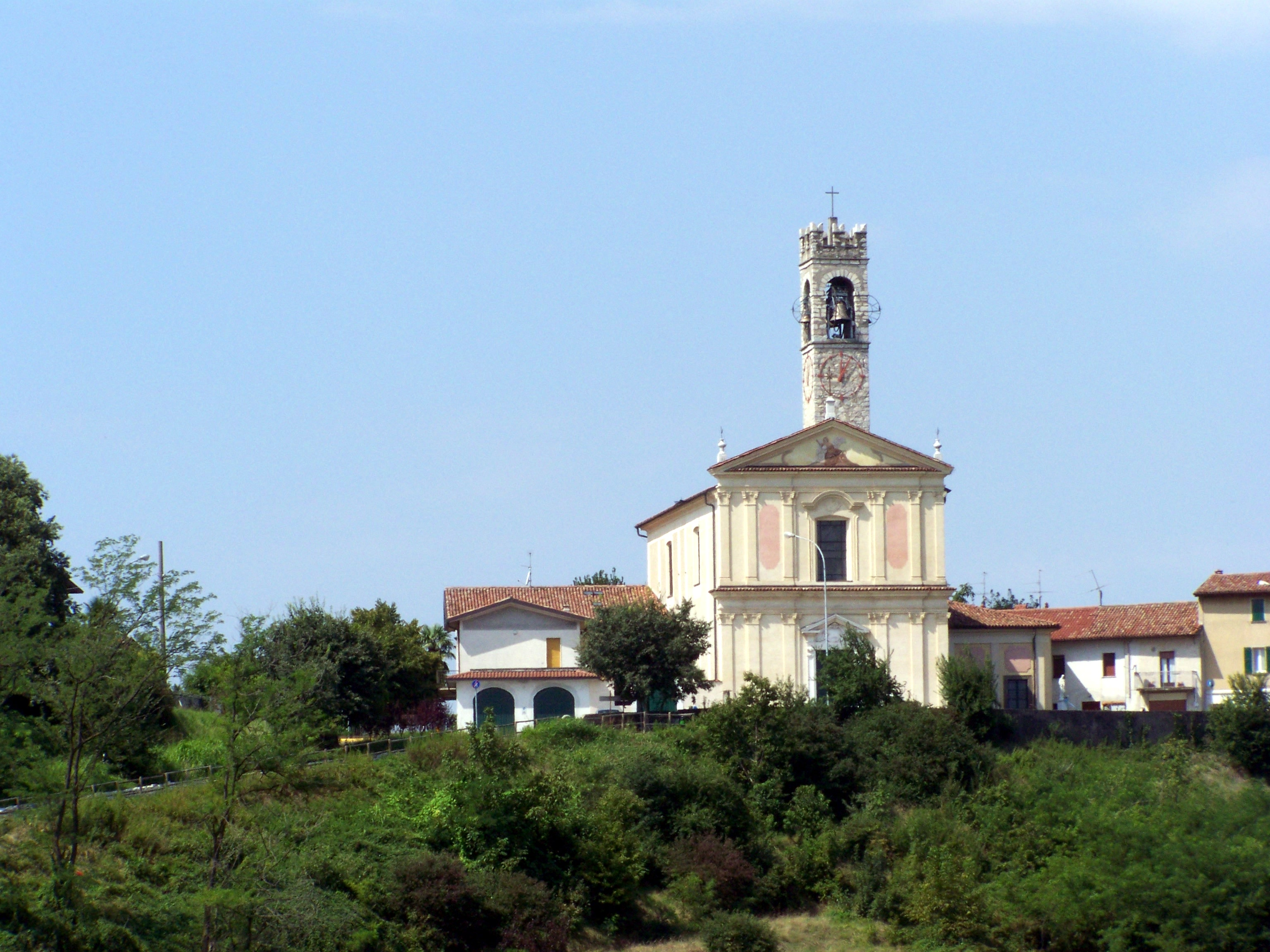
Il complesso della parrocchiale

È la chiesa parrocchiale della borgata, dedicata all'Arcangelo Michele.
Ha una struttura settecentesca su disegno di Bernardo Fedrighini ed è stata consacrata il 25 settembre 1768 dal Cardinale Ludovico Calini. All'interno sono presenti una soasa lignea e l'altare, entrambe opera di Gaspare Bianchi, l'Ultima Cena, opera di Sante Cattaneo, affreschi del Teosa e una tela raffigurante San Pietro di chiara scuola tizianesca.

### Santuario di Santo Stefano
Il Santuario di Santo Stefano è nato come cappella privata dei conti Calini e poi è divenuto loro mausoleo funerario. Si presenta oggi come un edificio a due navate orientate a meridione con una cella campanaria; sul lato sinistro è presente un fabbricato aggiuntivo a pianta rettangolare avente scopo abitativo.
La struttura attuale è di origine cinquecentesca allargata sul finire del XVIII secolo per seguire le disposizioni che San Carlo Borromeo diede durante la sua visita pastorale del 1580 e per permettere ai Calini di avere uno spazio funerario. In origine il santuario era orientato verso est e possedeva due altari oltre a quello maggiore, dedicato al martirio di Santo Stefano. Dopo la ristrutturazione, quest'ultimo è sopravvissuto, ma è stato messo in secondo piano dal nuovo altare dedicato alla Presentazione al Tempio di Maria.
Gli interni presentano delle opere di metà Cinquecento che furono create da un artista locale, Giovanni Tommaso Pagnoni di Bornato: un dipinto raffigurante il martirio di Santo Stefano e due affreschi. Il primo raffigura la Madonna del Latte, mentre il secondo San Giacomo, sebbene in precedenza si ritenesse fosse ritratto San Rocco. Al centro della cappella funeraria si trova la lapide sepolcrale di Vincenzo Calini, datata 1574.

### Palazzo Calini-Maggi

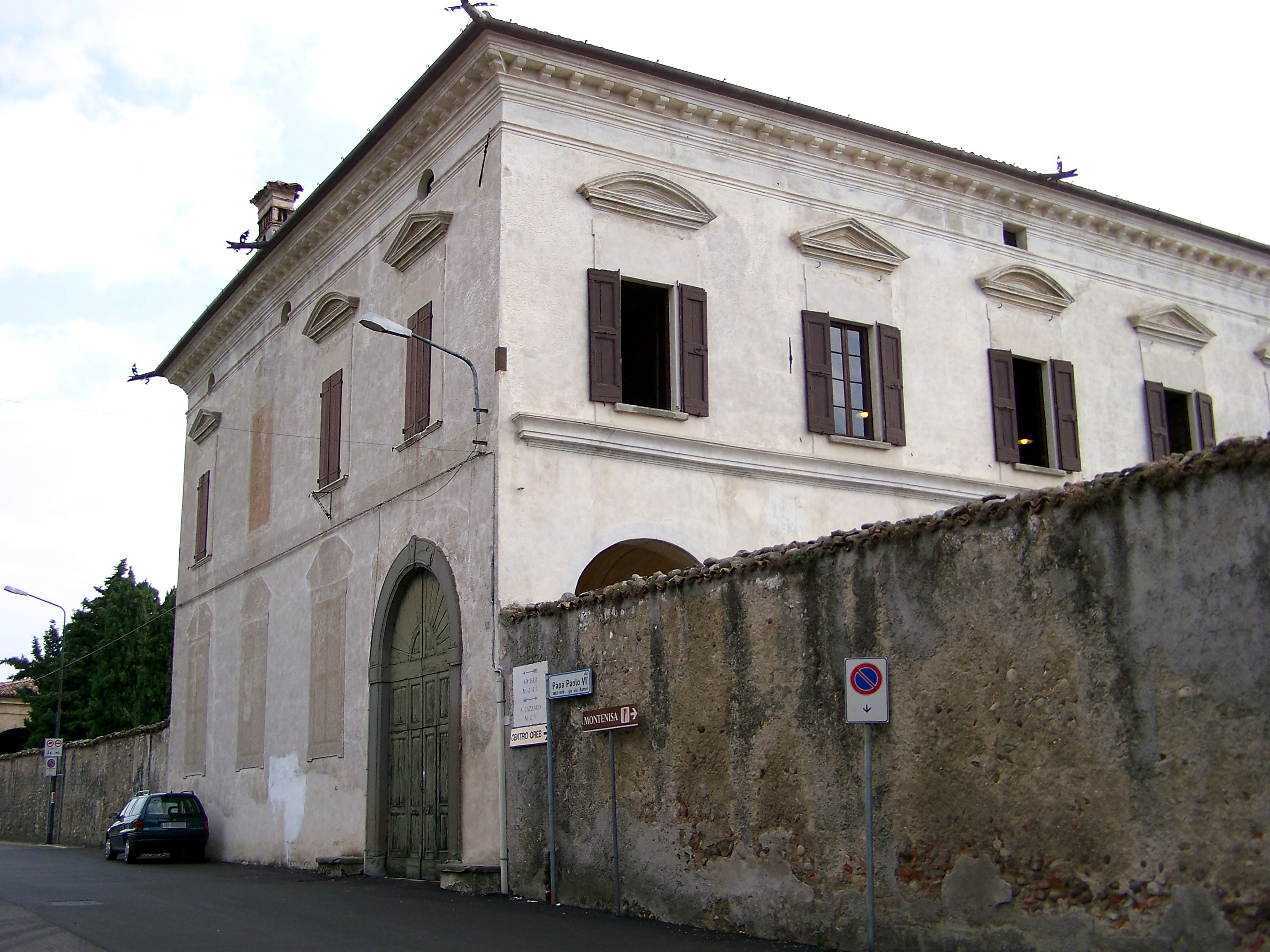
Palazzo Calini-Maggi

Detto anche Palazzo Piccolo, il Palazzo Calini-Maggi fu costruito nella metà del Cinquecento per iniziativa dei nobili Calini.
Il concetto fu quello di dare alla famiglia un edificio alto e massiccio, privo di ornamenti. Il risultato fu quello di non utilizzare la pietra, come avveniva per gli altri palazzi del periodo, ma il cotto: un esempio è il porticato colonnato. La costruzione dell'edificio fu abbandonata nei decenni successivi e ripresa dal conte Vincenzo Calini solamente nel 1697. I lavori terminarono nel 1706. Nel 1900 fu assegnata alla famiglia Maggi, imparentata coi Calini.
Gli affreschi del salone di rappresentanza e del piano primo, sono opera di Lattanzio Gambara. I soffitti lignei degli interni sono tutti decorati.
Attualmente è sede di una prestigiosa cantina di Franciacorta.

### Palazzo Calini

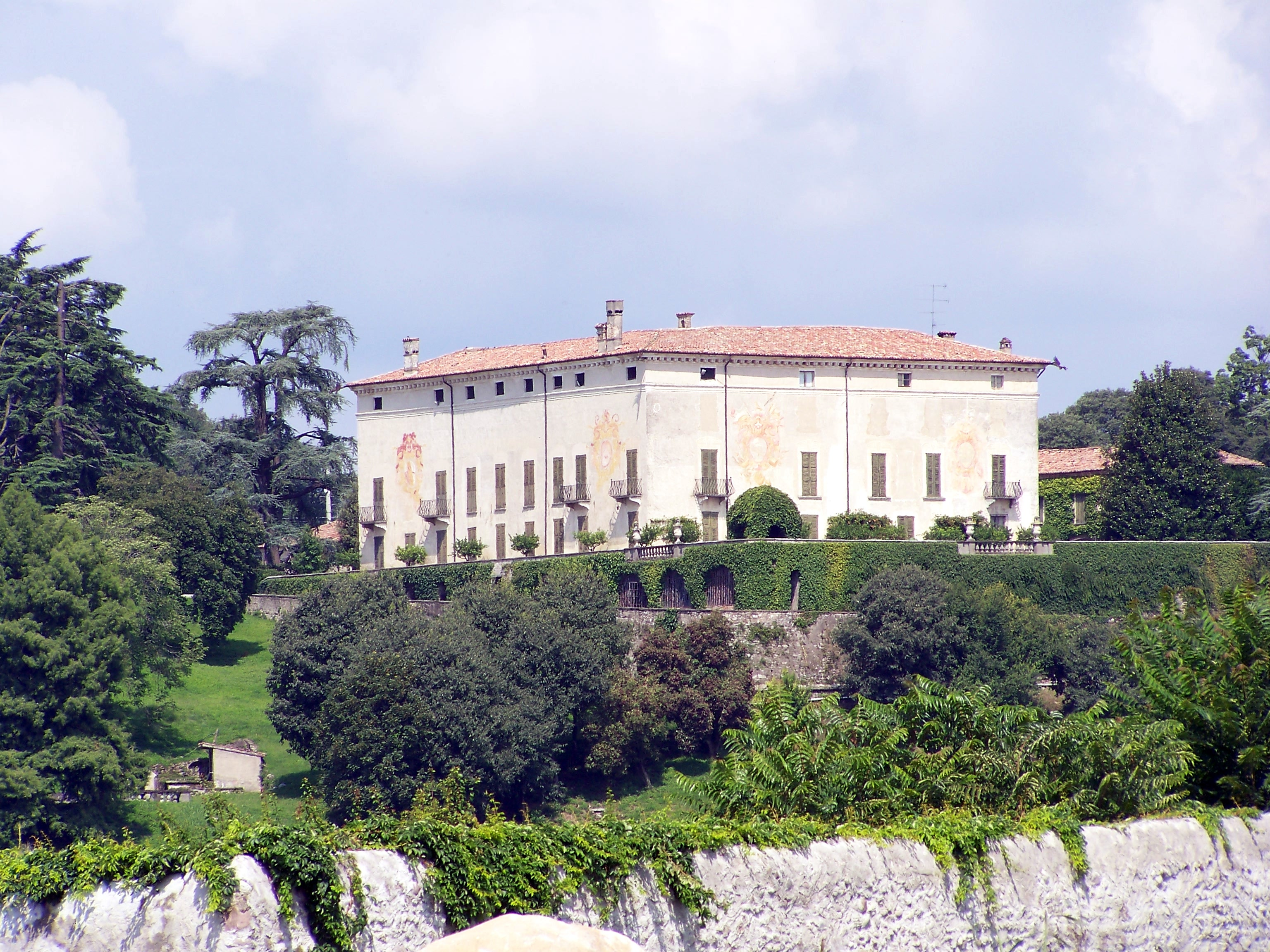
Palazzo Calini (Grande)

Detto anche Palazzo Grande, fu edificato fu edificata sul finire del Cinquecento reimpiegando le strutture di un edificio più antico.
Si presenta con una struttura disomogenea che rivela le sue diverse origini. Nella parte rivolta ad oriente, si possono rilevare strutture di tipo difensivo costruite nel XIV secolo. I locali della parte centrale, rivolta a meridione, formano il vero palazzo e furono costruiti tra il XV e XVI secolo. La parte occidentale, infine, è composta dalle strutture costruite nel XVI secolo che racchiudono il cortile e conferiscono all'insieme l'aspetto attuale.
L'esterno si presenta privo di strutture architettoniche particolari, ad eccezione del cornicione posto sotto il tetto. Gli interni presentano affreschi del Teosa.
Come per il palazzetto nei primi del '900 fu assegnata alla famiglia Maggi, imparentata coi Calini. Qui il Conte Aymo Maggi era solito ospitare amici ed equipaggi in occasione della Mille Miglia.

### Altri edifici civili
- Palazzo del Cedro, fu costruito nel Cinquecento su richiesta dei Calini ed è divenuto proprietà della locale parrocchia nel 1952 che lo ha impiegato come sede dell'oratorio San Domenico Savio. Presenta un salone affrescato nel 1601 da Pietro Marone[10];
- Casa Salonni, già Palazzo dei Lantieri di Paratico, è ora sede del Centro Oreb.

## Infrastrutture e trasporti
La stazione di Bornato-Calino, posta lungo la ferrovia Brescia-Iseo-Edolo, è servita da treni regionali svolti da Trenord nell'ambito del contratto di servizio stipulato con la Regione Lombardia.
Fra il 1897 e il 1915, la borgata fu servita da una fermata della tranvia Iseo-Rovato-Chiari che correva sulla strada provinciale Iseo-Rovato.